# Pennilabium luzonense
Pennilabium luzonense är en orkidéart som först beskrevs av Oakes Ames, och fick sitt nu gällande namn av Leslie Andrew Garay. Pennilabium luzonense ingår i släktet Pennilabium och familjen orkidéer.
Artens utbredningsområde är Filippinerna. Inga underarter finns listade i Catalogue of Life.